# Arctonyx hoevenii
Il tasso naso di porco di Sumatra (Arctonyx hoevenii (Hubrecht, 1891)) è un carnivoro della sottofamiglia dei tassi (Melinae) appartenente alla famiglia dei Mustelidi (Mustelidae). È endemico dei monti Barisan sull'isola indonesiana di Sumatra.

## Descrizione
È un tasso di medie dimensioni con una lunghezza testa-tronco di 51-71 centimetri e una coda lunga 8-18 centimetri. Ha all'incirca le stesse dimensioni del tasso europeo. La coda misura solitamente un quinto della lunghezza testa-tronco. Il piede posteriore misura 5-8,7 centimetri e le orecchie sono lunghe circa 2,7 centimetri. Il cranio è lungo 113-130 mm (lunghezza condilobasale) e largo 59,5-78,7 mm (larghezza dell'arco zigomatico). La cresta sagittale è ben sviluppata. Il tasso naso di porco di Sumatra si distingue dalle altre specie di tasso naso di porco per le dimensioni più piccole, il muso più stretto, la pelliccia rada e più scura e i denti più piccoli, adatti al consumo di insetti.

## Biologia
Il tasso naso di porco di Sumatra vive esclusivamente sui monti Barisan e sulle colline circostanti nell'isola indonesiana di Sumatra ed è relativamente comune in alcune aree. Qui i tassi si incontrano da altezze di 700 metri fino alle zone sommitali alpine, ma il loro habitat principale è compreso tra 800 e 2600 metri. A quote più basse vivono nelle foreste umide, dove predominano i dipterocarpi (Dipterocarpaceae), più in alto nelle foreste submontane e nelle foreste montane, spesso vicino all'acqua. Preferiscono costruire le loro tane sotterranee sulle rive di torrenti e fiumi. I tassi naso di porco di Sumatra sono animali crepuscolari e si nutrono principalmente di invertebrati, compresi vermi, larve di coleotteri e formiche. Se si presenta l'occasione, consumano anche carogne e vertebrati più piccoli. Il comportamento sociale e la biologia riproduttiva sono ancora sconosciuti. I principali predatori del tasso naso di porco di Sumatra sono varie specie di felini.

## Tassonomia
Il tasso naso di porco si Sumatra venne descritto scientificamente per la prima volta nel 1891 dallo zoologo olandese Ambrosius Hubrecht con il nome di Trichomanis hoevenii e assegnato all'ordine degli Sdentati (Edentata), un gruppo introdotto da Félix Vicq d'Azyr e Frédéric Cuvier che raggruppava echidne, pangolini e oritteropi, mammiferi solo superficialmente simili e non strettamente imparentati. Quattro anni dopo, Hubrecht scrisse una lettera alla Società zoologica di Londra, in cui ammetteva il suo errore e assegnava la specie al genere dei tassi naso di porco (Arctonyx). Dopo gli anni '40, la specie venne dimenticata e tutti i tassi naso di porco furono assegnati ad un'unica specie, Arctonyx collaris, il tasso naso di porco. Nel 2008, lo zoologo americano Kristofer Helgen, sua moglie e un collega di Singapore hanno riconvalidato la specie con il nome di Arctonyx albogularis dopo essere stati in grado di dimostrare significative differenze morfologiche tra le tre specie di tasso naso di porco.